# Keda
Keda (en géorgien : ქედა) est une ville de Géorgie, située dans la région d'Adjarie; elle est la capitale d'un  district éponyme.

## Géographie
Elle est située le long de la rivière Adjaristkhali, à une altitude de 256 mètres et est distante de Batoumi de 41 kilomètres. 

## Histoire
Keda a reçu le statut de ville en 1966; auparavant, selon les voyageurs et en particulier Dimitri Bakradze en 1874, elle était un bourg agricole dans lequel des marchands pratiquaient le commerce. 

## Démographie
Sa population était de 1 200 habitants au recensement de 2002 et de 1 510 habitants à celui de 2014. 

## Économie
Outre le commerce, elle a la particularité d'abriter une source d'eau minérale.

## Transport
Keda est reliée à Batoumi par des minibus quotidiens, avec plusieurs rotations.